# Vlădaia
Vlădaia – wieś w Rumunii, w okręgu Mehedinți, w gminie Vlădaia. W 2011 roku liczyła 568 mieszkańców.